# Masahiro Hasemi
Masahiro Hasemi (japonès: 長谷見昌弘)  (Tòquio, 13 de novembre de 1945) és un pilot de curses automobilístiques japonès que va arribar a disputar curses de Fórmula 1.

## Carrera esportiva
Masahiro Hasemi va debutar a la F1 a la setzena i última cursa de la temporada 1976 (la 27a temporada de la història) del campionat del món de la Fórmula 1, disputant el 24 d'octubre del 1976 el G.P. del Japó al circuit de Fuji. Va participar en una única cursa puntuable pel campionat de la F1, aconseguint classificar-se en onzena posició (i fent la volta ràpida de carrera) i no assolí cap punt pel campionat del món de pilots.

## Resultats a la Fórmula 1
| Any  | Equip  | Xassís | Motor | 1   | 2   | 3     | 4   | 5   | 6   | 7   | 8   | 9   | 10  | 11  | 12  | 13  | 14  | 15  | 16     | 17 | Posició | Punts |
| ---- | ------ | ------ | ----- | --- | --- | ----- | --- | --- | --- | --- | --- | --- | --- | --- | --- | --- | --- | --- | ------ | -- | ------- | ----- |
| 1976 | Kojima | Kojima | Ford  | BRA | SUD | O.USA | ESP | BEL | MON | SUE | FRA | GBR | ALE | AUT | HOL | ITA | CAN | USA | JAP 11 |    | -       | 0     |

### Resum
| Curses: | Victòries: | Pòdiums: | Poles: | Voltes ràpides: | Punts: |
| ------- | ---------- | -------- | ------ | --------------- | ------ |
| 1       | 0          | 0        | 0      | 1               | 0      |